# 池田亀三郎
池田 亀三郎（いけだ かめさぶろう、1884年（明治17年）5月2日 - 1977年（昭和52年）4月2日）は、日本の技術者、実業家。旭硝子（現AGC）社長や、石油化学工業協会会長を務めた。従三位勲一等瑞宝章。

## 人物・経歴
山形県出身。1909年東京帝国大学工科大学採鉱冶金科卒業、三菱合資入社。三菱鉱業技師長や、三菱鉱業取締役を経て、1939年に山田三次郎が死去すると後任の日本化成工業社長に就任。1943年からは旭硝子社長も務め、1944年には旭硝子と日本化成工業の合併による三菱化成工業の設立にあたった。1944年旭化学工業奨励会理事長。第二次世界大戦後は公職追放対象者となるが、1950年10月に解除。1958年石油化学工業協会会長。1964年勲二等瑞宝章受章。1970年勲一等瑞宝章受章。1977年従三位。墓所は多磨霊園。